# Xã Jackson, Quận Hancock, Ohio
Xã Jackson (tiếng Anh: Jackson Township) là một xã thuộc quận Hancock, tiểu bang Ohio, Hoa Kỳ. Năm 2010, dân số của xã này là 1.065 người.